# Дьявол едет автостопом
«Дьявол едет автостопом» (англ. The Devil Thumbs a Ride) — нуаровый триллер режиссёра Феликса Э. Файста, вышедший на экраны в 1947 году.
Фильм поставлен по роману Роберта Дюсоу «Дьявол едет автостопом», который впервые был опубликован в Британии в 1941 году, а в 1949 году переиздан в США издательством Avon. Фильм рассказывает об опасном преступнике (Лоренс Тирни), который после ограбления и убийства в Сан-Диего пытается на попутной машине добраться до Лос-Анджелеса, однако несмотря на все попытки скрыться от преследования, полиция выходит на его след и в конце концов ликвидирует.
Фильм относится к категории нуарового роуд-муви наряду с такими картинами, как «Объезд» (1945), «Они живут по ночам» (1948), «Где живёт опасность» (1950), «Автостопщик» (1953) и «Дорогой воровства» (1957).

## Сюжет
Поздно вечером около банка в Сан-Диего бандит Стив Морган (Лоуренс Тирни) убивает театрального кассира и забирает у него мешок с деньгами, который тот собирался положить в депозитарий. Затем Стив садится в следующую в Лос-Анджелес попутную машину, которой управляет жизнерадостный молодой сотрудник компании по торговле женским нижним бельём Джимми «Ферги» Фергюсон (Тед Норт). Джимми возвращается с праздничной вечеринки после собрания фирмы, на которой изрядно выпил, празднуя свой день рождения и вторую годовщину брака с любимой женой. По дороге Джимми заезжает на станцию, чтобы заправиться и позвонить жене в Лос-Анджелес. В отсутствие Джимми Стив предлагает двум опоздавшим на автобус бедным молодым женщинам, Кэрол Хемминг (Нэн Лесли) и Агнес Смит (Бетти Лоуфорд), подвезти их до Сан-Педро, рассчитывая таким образом отвлечь от их машины внимание полиции. Вскоре после отъезда автомобиля работник заправочной станции Джек Кенни (Гленн Вернон) слышит сообщение по радио о преступлении в Сан-Диего, узнавая по приметам Стива, после чего немедленно звонит в полицию. Детектив полиции Оуэнс (Гарри Шэннон) привозит Джека в участок, где тот в полицейской базе данных находит карточку Стива. Оуэнс рассылает информацию о машине и фотографию Стива по всем полицейским подразделениями от Сан-Диего до Лос-Анджелеса. На одном из участков дороги дежурство осуществляет пожилой коп со своей домашней собакой, которая неожиданно выскакивает на проезжую часть, и отвлёкшийся Джимми лишь в последний момент успевает свернуть в сторону, чтобы не задавить её. От резкого манёвра Агнес выпускает из рук бутылку бренди, обливая пиджак Джимми. Стив предупреждает Джимми, что полицейские его оштрафуют или даже задержат за езду в пьяном виде, если почувствуют исходящий от него запах, после чего уговаривает пустить за руль его. Увидев очередной полицейский блокпост, Стив неожиданно резко разворачивается и на большой скорости уезжает по обводной дороге. Это замечает полицейский на мотоцикле, который начинает преследование. Видя сигналы полицейского, Джимми требует от Стива остановиться. Тот притормаживает на обочине, но когда полицейский сзади подходит к их машине, резко даёт задний ход, сбивая копа с ног. Несмотря на перелом бедра, полицейский успевает несколько раз выстрелить по машине, прежде чем та успевает скрыться. Поначалу Джимми требует немедленно вернуться и помочь раненому офицеру, однако после того, как Стив рассказывает о том, что ещё подростком был в исправительной колонии, и после этого случая окажется в серьёзной беде, если попадёт в руки полиции. В итоге женщины уговаривают Джимми продолжить путь, тем более, что полиция, наверняка, вскоре найдёт коллегу и поможет ему. Опасаясь того, что их вскоре задержат, Джимми соглашается заехать переночевать в пустующий приморский дом своего коллеги в Ньюпорт-Бич.
Добравшись до дома, расстроенный Джимми первым делом звонит жене Диане и пытается описать ей сложившуюся ситуацию. Тем временем Кэрол рассказывает Стиву, что её настоящее имя Бьюла Зорн, и что она направляется в Лос-Анджелес в надежде стать киноактрисой. Пока Джимми продолжает говорить с женой, Агнес ради забавы включает музыку на полную громкость и несколько раз громко говорит в трубку. Услышав женский голос, Диана сначала требует мужа немедленно вернуться домой, а затем обвиняет мужа в измене и бросает трубку. Тем временем, увидев в окнах свет, в дверях дома появляется ночной сторож Джо Брэйден (Эндрю Томбс), которого Стив приглашает выпить, и вскоре напаивает его до бесчувственного состояния. Сразу после этого Стив выходит во двор и прокалывает колёса автомобиля, а затем перерезает телефонный провод. Когда телефон перестаёт работать, Джимми направляется к одному из жителей посёлка с просьбой подвезти его до ближайшей станции, однако тот отдал машину родственнику, который вернётся домой только через несколько часов. Тем временем Стив отправляет Агнес спать, а сам, включив погромче музыку, начинает приставать к Кэрол. Она отбивается от него, и в этот момент по радио передают сообщение о том, что Стив находится в розыске по подозрению в ограблении и убийстве. Преступник угрозами заставляет Кэрол молчать о том, что она слышала. Вернувшийся Джимми, увидев, какой беспорядок устроил в доме пьяный сторож, заставляет всех заняться уборкой. Кэрол пытается незаметно передать Джимми записку о том, что Стив убийца, но когда это не удаётся, она пытается сбежать из дома. Стив уходит вслед за ней, но вскоре возвращается в одиночестве, заявляя Джимми и очнувшемуся Брэйдену, что она решила уехать на такси. Не поверив Стиву, Джимми сам направляется на поиски Кэрол. Вскоре около дома в воде он обнаруживает труп девушки, после чего заставляет Брэйдена немедленно вызвать местного шерифа. Сообщение об обнаруженном трупе слышат по полицейской связи детектив Оуэнс и Джек, которые немедленно выезжают по адресу, предполагая, что в деле может быть замешан Стив. Агнес, женщина с криминальным прошлым, давно догадалась, что Стив скрывается после совершения какого-то серьёзного преступления. За скромное вознаграждение она предлагает Стиву помочь выкрутиться из сложной ситуации. Когда появляется шериф, Стив, который перед этим вытащил бумажник Джимми из кармана его пиджака, утверждает, что он и есть Джимми Фергюсон, а Агнес представляет как свою жену. Когда настоящий Джимми появляется в комнате и пытается возражать, от первого же удара Стива он падает без сознания на пол. После того, как Стив мастерски подделывает подпись Джимми, шериф решает, что пара случайно попала в руки преступника, и собирается их отпустить. Когда они уже собираются уйти, в дверях неожиданно появляется Диана, которая поднимает лежащего мужа, называя его Джимми Фергюсоном. В этот момент приезжают Оуэнс и Джек, которые идентифицируют Стива в качестве убийцы и задерживают его. Однако когда Оуэнс приступает к опросу свидетелей, Стив неожиданно выхватывает заранее спрятанный пистолет и стреляет в Джека, раня его в плечо. Затем он отбирает у полицейских оружие, снимает с себя наручники, запирает всех в доме и уезжает на автомобиле Оуэнса. Вскоре на шоссе патрульный автомобиль замечает Стива и начинает преследование. Полиция выпускает автоматную очередь, после чего машина со Стивом и Агнес врезается в столб. По сообщениям газет, Стива застрелили во время преследования, а раненая Агнес даёт показания в полиции в качестве его сообщницы. После завершения всех событий счастливые Джимми и Диана возвращаются на машине домой, и во время поездки Диана радует мужа сообщением, что ждёт ребёнка.

## В ролях
- Лоуренс Тирни — Стив Морган
- Тед Норт — Джимми «Ферги» Фергюсон
- Нэн Лесли — Бьюла Зорн, она же Кэрол Демминг
- Бетти Лоуфорд — Агнес Смит
- Эндрю Томбс — Джо Брэйден, ночной сторож
- Гарри Шэннон — детектив Оуэнс, полиция Сан-Диего
- Глен Вернон — Джек Кенни, сотрудник заправочной станции
- Мэриэн Карр — Диана Фергюсон

## Создатели фильма и исполнители главных ролей
Хотя автор сценария и режиссёр Феликс Э. Файст поставил свой первый фильм ещё в 1933 году, именно этот фильм 1945 года стал его первой значимой картиной, за которой последовали фильмы нуар «Угроза» (1949), «Человек, который обманул себя» (1950) и «Завтра будет новый день» (1951), а позднее вестерн «Большие деревья» (1952) и фантастический хоррор «Мозг Донована» (1953).
На роль главной звезды фильма был приглашён Лоуренс Тирни, который, по замечанию киноведа Джеффа Стаффорда, «был печально известным персонажем в голливудских кругах». Из-за многократных случаев пьянства и драк закадровая репутация Тирни была «настолько же неисправимой, как и у экранных персонажей, которых он играл». Прежде чем завершить контракт с RKO Radio Pictures, он стал журналистским кошмаром из-за многочисленных передряг с законом. Он обвинялся в том, что сломал человеку челюсть, толкнул офицера полиции и несколько раз задерживался за хулиганство в пьяном виде. На экране Тирни также лучше всего давались роли патологических преступников, в частности, в таких фильмах, как «Диллинджер» (1945), «Рождённый убивать» (1947) и «Хулиган» (1951). После завершения работы в вестерне «Лучший из плохих парней» (1951), который стал последней картиной Тирни для RKO, он вновь попал в общенациональные заголовки газет, когда «после очередного устроенного им скандала его привязали к креслу-каталке и направили в психиатрическую больницу». Хотя время от времени Тирни продолжал сниматься в кино, его пьяное буйство продолжало заканчиваться судами и тюремными приговорами, достигнув своего пика в 1975 году, когда его заподозрили в том, что он толкнул свою собутыльницу, в результате чего та погибла. В итоге, Тирни обратился за помощью в общество Анонимных алкоголиков, исправился и даже поднялся от игры исключительно в низкобюджетной продукции до более значимых картин, таких как «Глория» (1980), «Артур» (1981), «Голый пистолет» (1988) и «Бешеные псы» (1992) Квентина Тарантино. В одном из Тирни рассказал о работе над этим фильмом следующее: «Я хорошо сработался с режиссёром Феликсом Файстом, он отличный парень. Очень талантливый, с хорошим чувством юмора. Мы часто вдвоём играли в карты, и я почти всё время его обыгрывал, от чего он очень расстраивался, так как считал себя хорошим игроком».

## Оценка фильма критикой

### Общая оценка фильма
Этот фильм категории В остался малозамеченным после выхода на экраны, а газета «Нью-Йорк Таймс» дала ему негативную рецензию, написав, что «именно такие картины больно бьют по кино и раздражают нас больше всего». Однако современные критики обратили на картину внимание, главным образом благодаря игре Лоуренса Тирни в главной роли. Так, историк кино Крейг Батлер назвал фильм «захватывающим, завораживающим нуаровым путешествием, которое добивается успеха, несмотря ни на что». Он отметил, что «определённо это фильм категории В» как по своей продолжительности, так и из-за множества серьёзных проблем, не позволяющих ему выделиться среди многих других аналогичных картин. Однако, несмотря на это, «большинство зрителей совершенно не хотят обращать внимание на его недостатки по причине его бесспорной привлекательности». Главное его отличие заключается в том, что это один из самых хладнокровно-жестоких фильмов своего времени. И хотя, по мнению Батлера, его финал и «смехотворен», тем не менее, в остальном фильм «представляет собой ещё ту поездочку». С другой стороны, Деннис Шварц назвал картину «отталкивающей криминальной драмой об автостопщике, которая обладает низкими развлекательными качествами, а её персонажи за исключением главного слишком невероятно скучны, чтобы выглядеть правдоподобно». При этом у фильма «нет какой-либо искупающей эти недостатки социальной значимости». Критик полагает, что этот «низкобюджетный фильм категории В хорош только своим нуаровым обликом, быстрым темпом, маниакальной игрой Лоренса Тирни и необычным характером истории».

### Оценка работы режиссёра и творческой группы
По мнению Майкла Кини, «сюжет картины глуповатый, но не даёт заскучать, а реплики персонажей невероятно живые и энергичные». Батлер обращает внимание на качественную режиссёрскую работу Файста, который «ставит фильм с акцентом на напряжённость, но оставляет немало места и для комедийных моментов». Вместе с тем, «он пытается втиснуть слишком много в столь короткий фильм», что «придаёт фильму необходимый ему достаточно напряжённый характер». Шварц же считает, что Фейст наполнил фильм «нуаровыми персонажами, как в автомобиле автостопщика, так и в полицейском автомобиле», однако в итоге «всё заканчивается поездкой в никуда».
На Хогана большое впечатление произвела операторская работа оператора Дж. Роя Ханта, в особенности, «снятая в режиме „ночь-за-ночь“ сцена убийства, которая стала одним из величайших шокирующих моментов 1940-х годов». Сила её воздействия основана на том, что зритель не видит самого убийства, так как Файст отказался делать из него экстравагантное зрелище. «Сцена снята средним планом и просто фиксирует попытку Ферги затащить тело на берег. Никаких крупных планов, никаких нестандартных ракурсов — одна лишь угрюмая реальность». Далее киновед отмечает, что этот «вполне приличный фильм течёт довольно гладко и мило вплоть до кульминации с автокатастрофой, которая неумело поставлена, вероятно, потому, что у RKO просто не хватило денег, времени и плёнки, чтобы сделать её надлежащим образом». В этой сцене камера почему-то «задерживается на полицейской машине в то время, как преследуемый разбивается за пределами экрана под визг колёс и звуки разбивающегося стекла».

### Оценка актёрской игры
Основной интерес критиков вызвала игра Лоренса Тирни. В частности, рецензент «Нью-Йорк Таймс» написал, что Тирни, «который пару лет назад сыграл Диллинджера, здесь в роли преступника ведёт себя с обычным гонором всех вооружённых людей из дешёвых голливудских фильмов». По мнению Кини, «Тирни великолепен в роли воплощения зла, и если вы думали, что он был плохим в „Рождённом убивать“, подождите встречи с настоящим дьяволом в этом классическом нуаре категории В». По мнению Стаффорда, низость персонажа Тирни можно сравнить только с ролями Джеймса Кэгни в фильмах «Враг общества» (1931) и «Белая жара» (1949), или Богарта — в фильмах «Окаменелый лес» (1936) и «Сокровища Сьерра-Мадре» (1948). Но и по сравнению с ними Тирни смотрится «как бешеная собака, которая не щадит от жестокой смерти никого, даже самого себя», и фильм выступает как идеальная иллюстрация этого страшного экранного персонажа.
Как пишет Хоган, «узнаваемо крупный, холодный и хищный Тирни» создаёт здесь грубый и устрашающий образ. Это не тот актёр, который может понравиться, но «здесь он хорош в своей свирепости, когда косым взглядом следит за Ферги, располагаясь так, чтобы спрятанный пистолет был достижим в любой момент». Барри Гиффорд в книге кинорецензий «Дьявол едет автостопом и другие незабываемые фильмы» высказывает мнение, что Тирни демонстрирует «один из самых низких, самых откровенно ненормальных примеров маниакального поведения… Тирни вкладывает в этот в общем-то глупый сюжет такую подлинную злобную силу, что фильм должен быть отнесён к высшему эшелону несокрушимого американского нуара». Помимо того, что персонаж Тирни «по-дьявольски бездушно стреляет в спину пожилому банковскому курьеру», его отличают и «поразительно раздражающие „повседневные“ качества». "У него нет работы, он любит, чтобы за него всё делали, и считает себя божественным даром для женщин. Он оскорбляет всех вокруг и берёт в свои руки любую ситуацию с такой начальственной решимостью, что робкие души только бормочут: «О, Стив, я думаю, ты прав» или «Да, я полагаю, это наилучшее решение». Батлер замечает, что в этом фильме «именно злодей, убийца-социопат, больше всего привлекает зрителя. Он завораживает с первого момента своего появления на экране, и зрители оказываются полностью под его влиянием». По мнению критика, «отчасти это связано с актёрами». Так, Тирни полностью электризует атмосферу своей «пугающей, временами чрезмерной, но всегда захватывающей игрой, которая придаёт фильму его возбуждающий характер». Как отмечает Батлер, в большинстве фильмов, где происходит такое, вслед за «злодеем» с точки зрения зрительского интереса идёт «герой», однако в этом фильме эта роль отведена «плохой девочке», а «хорошая» пара просто отбывает номер.